# Лери Милер
Лоренс Џон Милер (енгл. Lawrence John Miller; рођен у Бруклину, Њујорк, 15. октобра 1953), амерички је филмски и ТВ глумац и комичар.